# Poecile lugubris

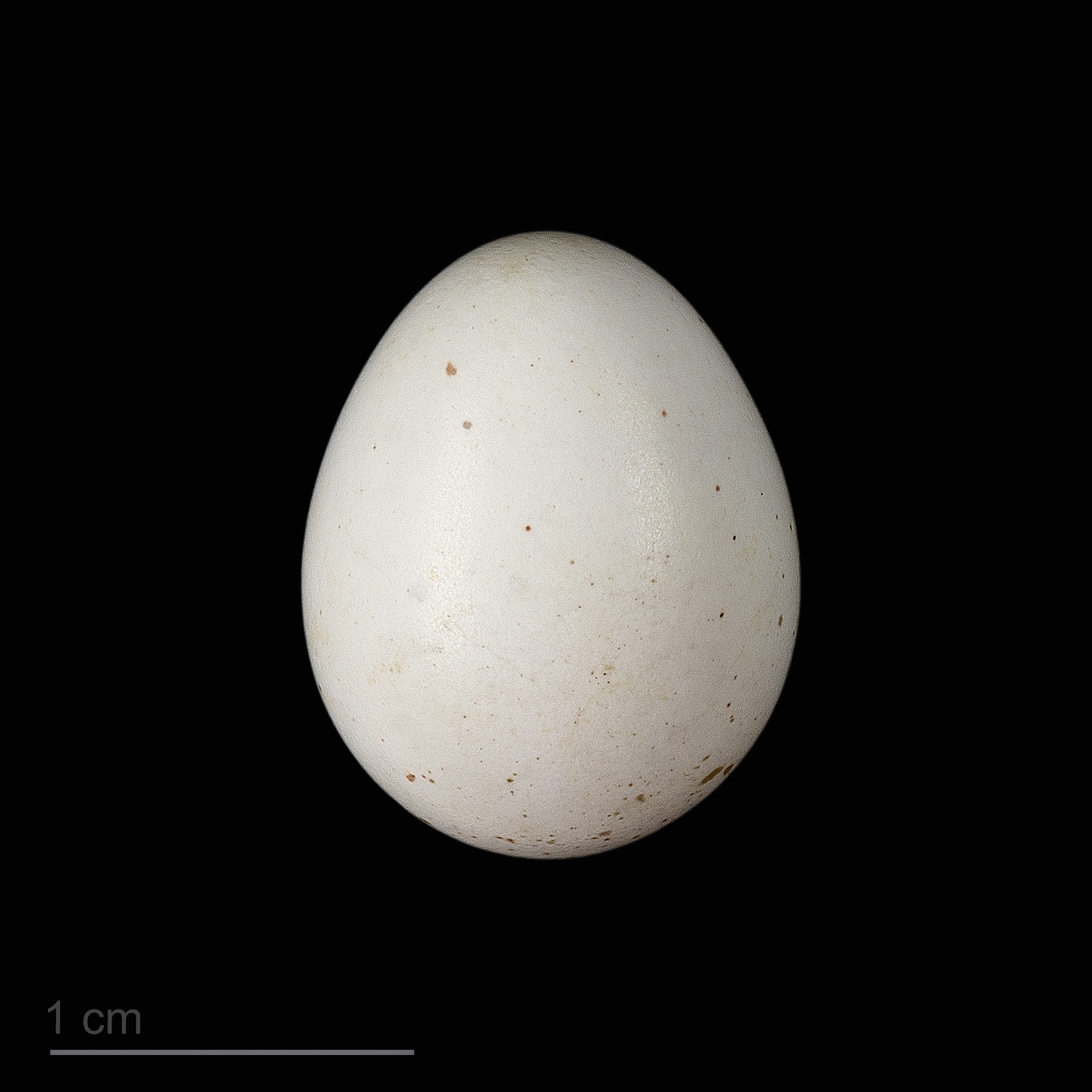
Poecile lugubris - (MHNT)

El carbonero lúgubre (Poecile lugubris), es una especie de ave paseriforme de la familia de los páridos (Paridae), endémica del sur de Europa y el este de Asia. 

## Distribución y hábitat
Se distribuye en el sureste de Europa, Asia Menor, Italia y Francia. Su hábitat son los bosques templados y matorrales del tipo mediterráneo. 